# Imperata minutiflora
Imperata minutiflora är en gräsart som beskrevs av Eduard Hackel. Imperata minutiflora ingår i släktet Imperata och familjen gräs. Inga underarter finns listade i Catalogue of Life.